# Bisdom São Raimundo Nonato
Het bisdom São Raimundo Nonato (Latijn: Dioecesis Raymundiana) is een rooms-katholiek bisdom met als zetel São Raimundo Nonato, in Brazilië. Het bisdom is suffragaan aan het aartsbisdom Teresina.

## Geschiedenis
Het bisdom werd opgericht op 17 december 1960, als de territoriale prelatuur São Raimundo Nonato, uit delen van de territoriale prelatuur Bom Jesus do Piauí. Op 3 oktober 1981 werd het verheven tot bisdom. 

## Parochies
Het bisdom had in 2020 een oppervlakte van 39.528 km2 en telde 221.044 inwoners waarvan 87,0% rooms-katholiek was.

## Bisschoppen
- Amadeu González Ferreiros (23 december 1961 - 28 december 1967)
- Cândido Lorenzo González (5 december 1969 - 17 juli 2002)
- Pedro Brito Guimarães (17 juli 2002 - 20 oktober 2010)
- João Santos Cardoso (14 december 2011 - 24 juni 2015)
  - Juarez Sousa Da Silva (apostolisch administrator: 25 september 2015 - 2 april 2016)
- Eduardo Zielski (2 maart 2016 - 19 juli 2023)
- Ronilton Souza de Araújo (19 juli 2023 - heden)

Teresina (aartsbisdom) · Bom Jesus do Gurguéia · Campo Maior · Floriano · Oeiras · Parnaíba · Picos · São Raimundo Nonato